# Donald F. Steiner

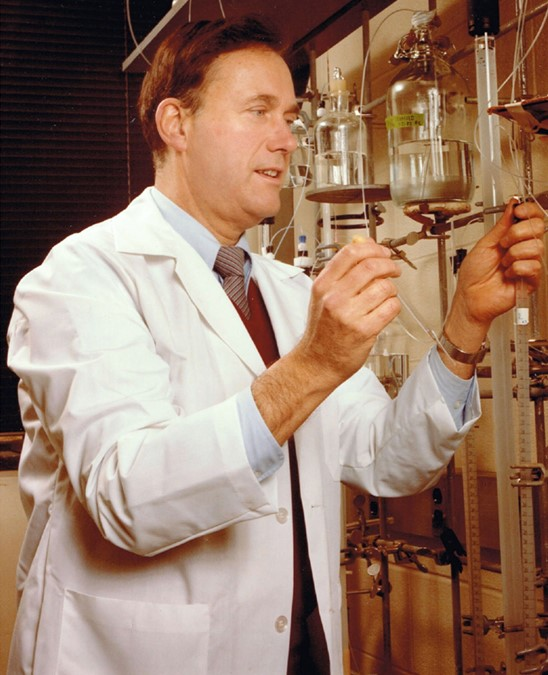
Donald F. Steiner

Donald Frederick Steiner (* 15. Juli 1930 in Lima, Ohio; † 11. November 2014 in Chicago, Illinois) war ein US-amerikanischer Biochemiker, bekannt für Arbeiten zur Biosynthese von Insulin.
Donald Steiner studierte an der University of Cincinnati (Bachelor in Chemie und Zoologie 1952) und der University of Chicago, wo er 1956 seinen Master-Abschluss in Biochemie machte und im selben Jahr promoviert wurde (M. D.). Er ist Professor an der Universität Chicago (A. N. Pritzer Professor am Howard Hughes Medical Center).
Steiner erforschte 1967, wie das zweikettige Insulin aus seinem einkettigen Vorgängermolekül Proinsulin  entsteht.
1971 erhielt er den Gairdner Foundation International Award, 1976 die Banting-Medaille der American Diabetes Association, 1979 den Passano Award, 1984 den Wolf-Preis in Medizin und 1990 den Fred Conrad Koch Award. 1972 wurde er in die American Academy of Arts and Sciences gewählt, 1975 in die National Academy of Sciences und 2004 in die American Philosophical Society. Er starb am 11. November 2014 in seinem Zuhause in Chicago im Alter von 84 Jahren.